# Claranet
Die Claranet Group Ltd. ist ein Managed Service Provider für Hosting- und Netzwerklösungen für mittelständische und große Unternehmen. Die Claranet Gruppe betreibt insgesamt 40 Rechenzentren und beschäftigt über 3000 Mitarbeiter in elf Ländern.

## Geschichte
Claranet UK wurde 1996 von Charles Nasser in Großbritannien als erstes Unternehmen der Gruppe gegründet. Es folgten weitere Standorte in Frankreich, Deutschland, den Niederlanden, Portugal, Spanien, Italien, Schweiz, Brasilien, Indien und den USA.
Ein wesentlicher Faktor für das stetige Wachstum von Claranet waren laut eigenen Angaben gezielte Akquisitionen, vor allem im Hostingbereich.
- 1996: Claranet wird von Charles Nasser in Großbritannien gegründet.
- 1998: Gründung von Claranet Frankreich in Paris
- 2000: Gründung von Claranet Deutschland in Frankfurt am Main und Gründung von Claranet Spanien
- 2002: Die Akquisition von Netscalibur Deutschland stärkt die Präsenz von Claranet in Deutschland mit den zusätzlichen Standorten Berlin und München.
- 2003: Übernahme von Netscalibur UK
- 2004: Akquisition von VIA NET.WORKS UK
- 2005: Übernahme der Amen Group und der Via net.works Geschäftsbereiche in den Niederlanden, Portugal und den USA
- 2005: Akquisition des französischen Managed Hosting Providers Artful
- 2008: Übernahme des portugiesischen Managed Service Providers Crashless
- 2012: Übernahme des portugiesischen Providers CGEST, des britischen Providers Star Technology Services sowie der französischen Hosting-Gesellschaft Typhon
- 2014: Übernahme des portugiesischen Managed Hosting und Applications Providers Echiron, des französischen Hosting-Anbieters Grita, des niederländischen Cloud Service Providers NovaData und des spanischen Cloud-Providers Celingest
- 2015: Akquisition des portugiesischen Web-Hosting-Unternehmens Visual Fusion und des MSP Inok Consulting, der zwei britischen Unternehmen Linux IT und Techgate sowie der Hosting-Provider Morea, Runiso und Aspaway in Frankreich
- 2016: Akquisition des AWS-Spezialisten Bashton und des IT-Service-Providers Ardenta in UK, des französischen Managed Service Providers Diademys und des Cloud-Service-Providers CredibiliT in Brasilien
- 2017: Gründung von Claranet Italien in Mailand, Akquisition des niederländischen IT-Service-Providers Rely, des Security Solution Providers Sec-1 in UK, des französischen Cloud Service Providers Oxalide und des portugiesischen IT-Service-Providers ITEN Solutions
- 2018: Übernahme des IT-Infrastruktur- und Cloud-Spezialisten Union Solutions und des Ethical Hacking Training und Penetration Testing-Spezialisten NotSoSecure in UK, des italienischen DevOps- und Cloud-Spezialisten XPeppers und des niederländischen IT-Service-Providers Quinfox
- 2020: Akquisition des führenden Cloud-Providers Brasiliens CorpFlex
- 2021: Übernahme des IT-Integrators ID Grup in Spanien, des Cloud-Anbieters Mandic in Brasilien, der IT-Dienstleister Bizdirect sowie OutScope Solutions in Portugal und des SAP-Beratungshauses KHETO in Deutschland
- 2022: Akquisition des Cloud- und IT-Infrastruktur-Spezialisten AddOn in Deutschland und der Schweiz, Pictime Group in Frankreich, Flowing in Italien und Geko Cloud in Spanien

## Deutschland
Die Claranet GmbH in Deutschland ist ein im Jahr 2000 gegründeter Technology Service Provider und gehört zur Claranet Group Ltd. Der Hauptsitz des Unternehmens ist Frankfurt am Main.

### Geschäftsfelder
Claranet unterstützt Unternehmen mit Cloud-Hosting-, Cyber-Security, SAP- und Netzwerk-Services bei ihrer Digitalisierung.
Das Unternehmen bietet Managed Cloud Services auf Basis einer eigenen Dual-Datacentre-Plattform sowie auf Public-Cloud-Infrastrukturen von AWS, Google Cloud und Azure.
Das Netzwerk-Portfolio umfasst Virtual Private Network (VPN)-Lösungen (MPLS, Encrypted-MPLS, IPsec und SSL-Gateways) sowie Internet Access.
Claranet ist gemäß ISO 27001:2022 zertifiziert, ergänzt um die Prüfung nach der ISO-Norm 27018 für Datenschutz in der Cloud und ISO 27017 für Informationssicherheit in der Cloud. Darüber hinaus ist das Business Continuity Management von Claranet gemäß der ISO-Norm 22301 erfolgreich zertifiziert. Des Weiteren erhielt Claranet eine Zertifizierung für die erfolgreiche Umsetzung der Qualitätsmanagement-Norm ISO/IEC 9001:2015.